# Многолетние насаждения

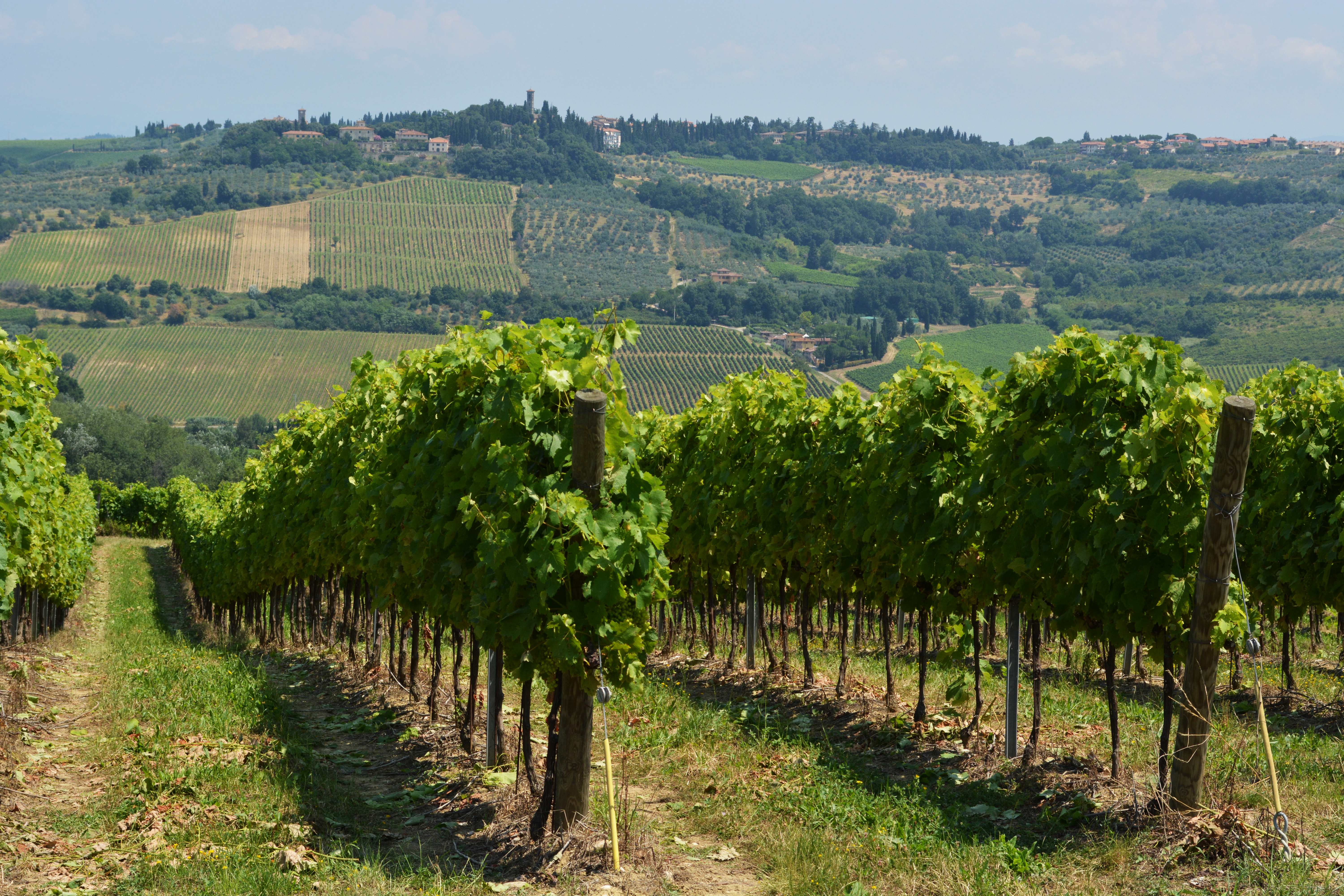
Виноградник в Тоскане

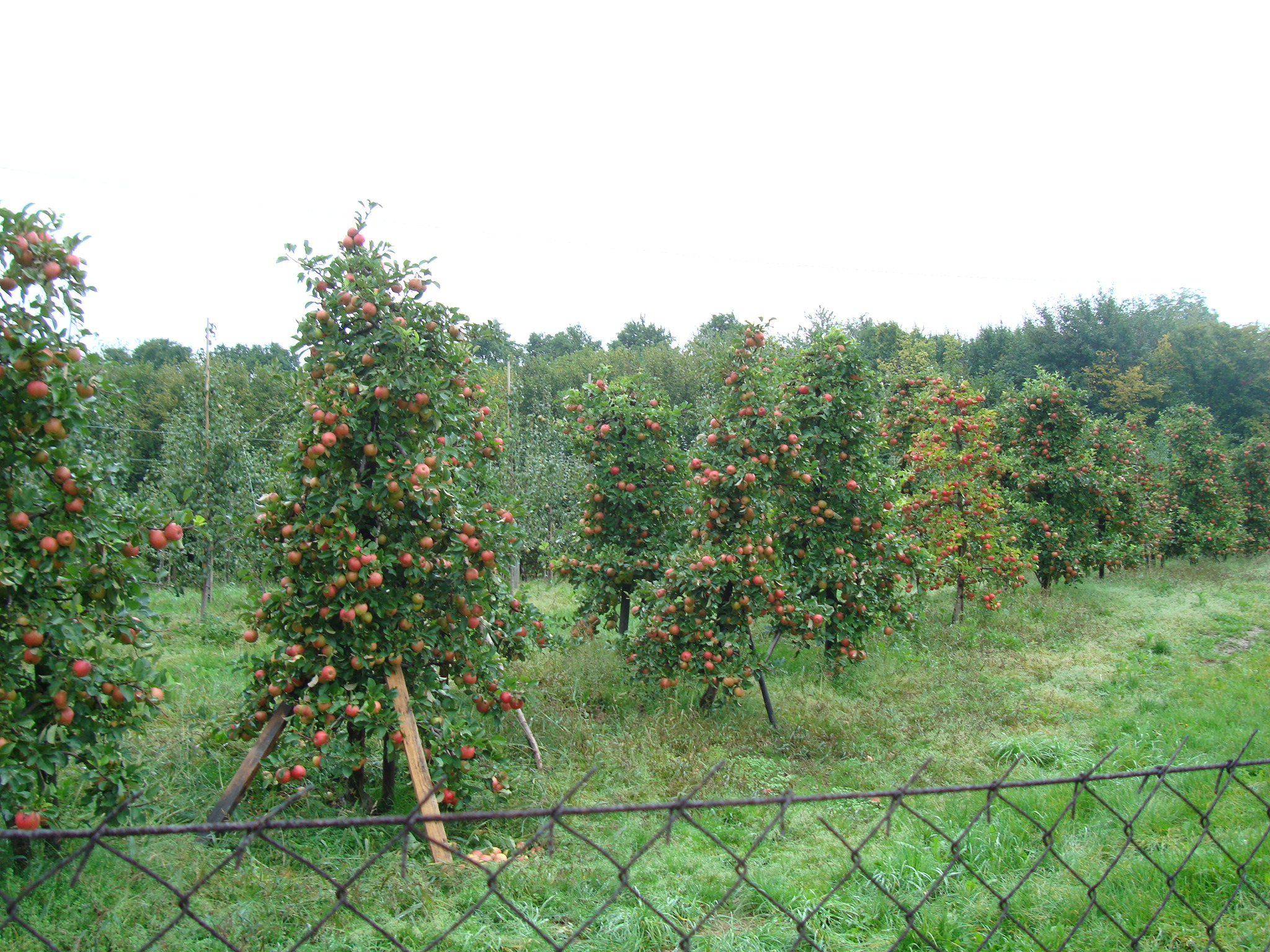
Яблоневый сад

Многоле́тние насажде́ния — площади, занятые под посадки многолетних сельскохозяйственных культур: деревьев, кустарников, лиан, посаженных человеком для предпринимательской деятельности, сбора урожая ягод и фруктов, защиты территорий от вредных факторов воздействия, для создания ландшафтного дизайна и других задач. 
Многолетние насаждения классифицируют по-разному в зависимости от назначения самих растений, согласно Общероссийскому классификатору основных фондов, выделяют:
- молодые и выросшие плодовые, ягодные, виноградные культуры;
- декоративно-озеленительные насаждения, лесозащитные и другие лесные полосы;

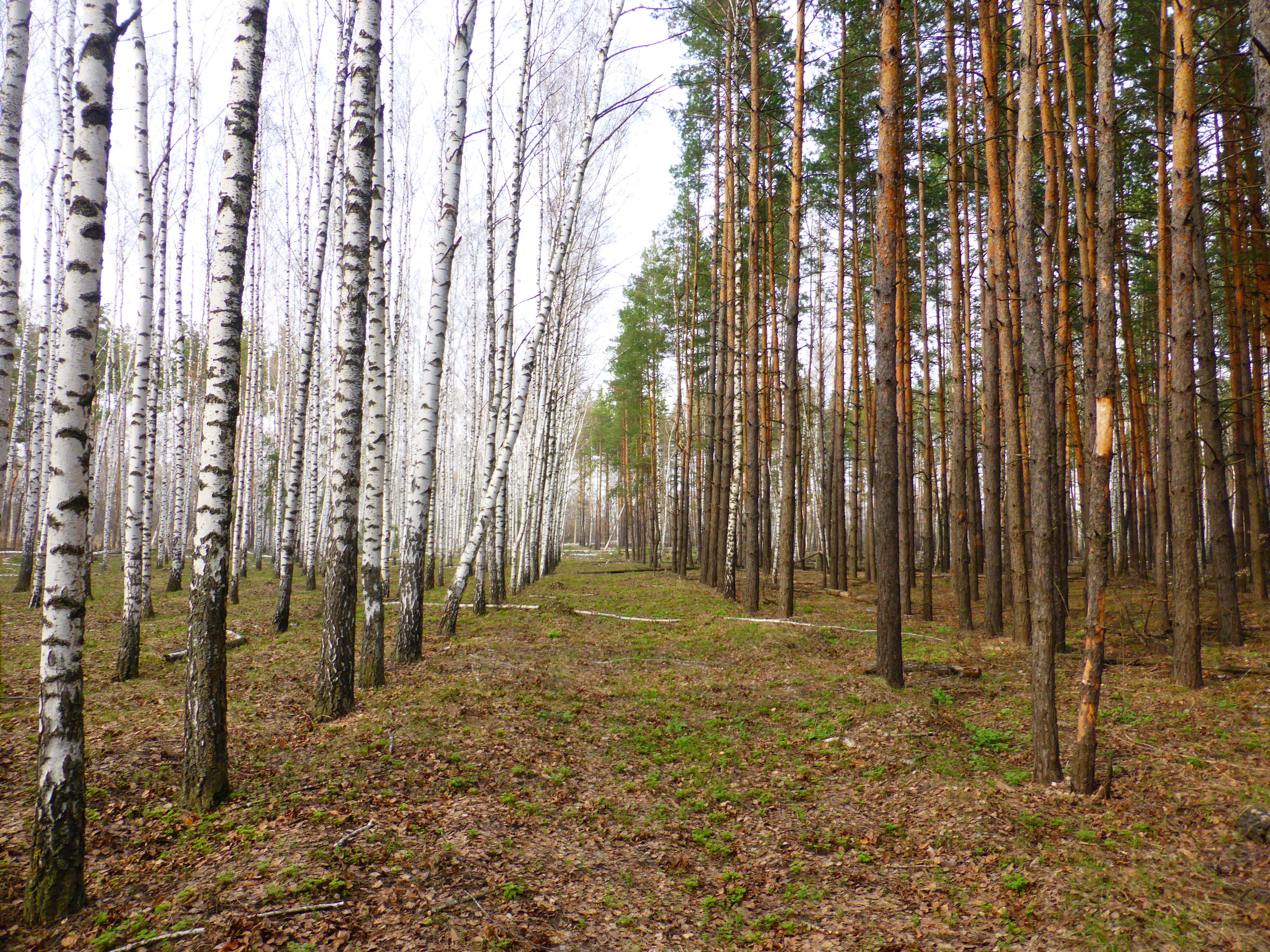
Насаждения сосен и берёз.

- Насаждения сосен и берёз.насаждения ботанических садов и учебных заведений для научно-исследовательских целей.

Также к многолетним насаждениям относят ореховые сады, посадки масличных культур, пряных и другие (в том числе кофе, чай, какао) многолетние культуры .
Многолетние насаждения, так же, как пашни, пастбища и сенокосы, относятся к сельскохозяйственным угодьям.
В общую площадь многолетних насаждений включают условно рассчитываемую площадь с отдельно стоящими деревьями и кустарниками. Учёт площади многолетних насаждений затруднён, поскольку такие посадки могут быть не сконцентрированы, а разрознены, и перемежаться посадками других культур; нередко при учёте культур, относимых к многолетним насаждениям, вместо площади используется количество деревьев.

## Продуктивность многолетних насаждений
Существует ряд факторов, в зависимости от окружающей среды, которые влияют на продуктивность многолетних насаждений (плодородие, воспроизводимость, время репродукции и др.):
- климатическая зона и потребность растений в сезонах органического покоя (холоде, снежном периоде и под.);
- максимальные значения температур и возможные перепады температур (например, значения низких температур в зимне-весенний период, резкие колебания температур в весенний период, возможные заморозки весной);
- осадки в летний период, оценка недостатка дождей в знойные периоды;
- возможность превышения максимальных летних температур;
- соответствие условий почвы требованиям культур.